# 김안국
김안국(金安國, 1478년(성종 9년) 9월 2일(음력 8월 6일) ~ 1543년(중종 38년) 2월 7일(음력 1월 4일))은 중종 치세 시절에 조선 경상도 관찰사 직책을 지낸 조선 전기의 문신이자 성리학자이다.
자는 국경(國卿), 호는 모재(慕齋), 시호는 문경(文敬), 본관은 의성(義城)이다. 예조판서, 대제학 등을 지냈다. 종묘의 인종실에 배향됨으로써 종묘배향공신이 되었다.
박학하고 문장에 능한 성리학자로서 저서에 《모재집(慕齋集)》·《모재가훈(慕齋家訓)》·《동몽선습(童蒙先習)》, 편서(編書)로는 《이륜행실도언해(二倫行實圖諺解)》·《성리대전언해(性理大全諺解)》·《정속언해(正俗諺解)》·《농서언해(農書諺解)》·《잠서언해(蠶書諺解)》·《여씨향약언해(呂氏鄕約諺解)》·《벽온방(辟瘟方)》·《창진방(瘡疹方)》 등이 있다.

## 생애[2][3]
조광조(趙光朝)·기준(奇遵) 등과 함께 김굉필(金宏弼)의 제자로서 도학에 통달하여 지치주의(至治主義) 사림파의 선도자가 되었다.
연산군 7년(1501년)에 진사과에 합격하고 9년(1503년)에 별시문과에 을과로 합격하여 승문원(承文院)에 등용되었으며, 이어 박사·부수찬·부교리 등을 역임하였다. 중종 2년(1507년)에는 문과중시에 병과로 급제하고, 사헌부지평·장령·예조참의·대사간·공조판서 등을 지냈다.
1517년 경상도 관찰사로 파견되어, 각 항교에 《소학》을 권하고, 《농서언해(農書諺解)》·《잠서언해(蠶書諺解)》·《이륜행실도언해(二倫行實圖諺解)》·《여씨향약언해(呂氏鄕約諺解)》·《정속언해(正俗諺解)》 등의 언해서와 《벽온방(辟溫方)》·《창진방(瘡疹方)》 등의 의학 서적을 간행하여 널리 보급하였으며, 향약을 시행하도록 하여 교화사업에 힘썼다.
1519년 전라도 관찰사(全羅道 觀察使)로 재직중 인종때의 대학자인 하서 김인후가 찾아와 배움을 청하였다. 다시 서울로 올라와 참찬이 되었으나, 같은 해에 기묘사화가 일어나 조광조 일파의 소장파 명신들이 죽음을 당할 때 겨우 화를 면하고 파직되어 경기도 이천에 내려가서 후진들을 가르치며 한가히 지냈다.
그는 평소 훈구파 관료인 김안로와도 친했는데, 그는 김종직의 문인이자 선배 사림파인 김전의 종손이기도 했다. 그의 도움으로 후에 쉽게 복직할 수 있었다. 1523년에 다시 등용되어 예조판서·대사헌·병조판서·좌참찬·대제학·찬성·판중추부사·세자이사 등을 역임하였다.
1541년 병조판서 재직 시에 천문·역법·병법 등에 관한 서적의 구입을 건의하고, 물이끼(水苔)와 닥(楮)나무를 화합시켜 태지(台紙, 가는 털과 같은 이끼를 섞어서 뜬 종이)를 만들어 왕에게 바치고 이의 보급을 주청하였다. 특히 태지(苔紙)는" '태정전(苔精箋)(たいせいせん)'은 조선 중종 때(16세기)의 관리 김안국의 발명이라"고 하였다.(일본인 유종렬 '전라기행' 인용)
일본에서도 나라현 요시노쿠니스(吉野国ス) 등에서 낙수지(樂水紙)라는 이름으로 걸러져 있다.
사대부 출신 관료로서 성리학적 이념에 따른 통치에 힘썼으며, 중국 문화를 이해·수용하기 위한 노력에 평생 심혈을 기울였다. 아울러 일본, 대마도 등과의 우호관계에도 역점을 두었다.
시문으로도 명성이 있었다. 기묘사화 후 사림파 지식인들의 여망을 받았으며, 특히 그와의 친분관계를 강조하는 내용이 16세기 학자들의 글에 많이 보인다. 그는 조광조의 급진적인 주장에 찬성하지 않았고, 사화를 겪으면서 정치적 처신을 잘 하여 피해를 모면할 수 있었다. 아울러 사림파들의 《소학》 보급운동에 적극적으로 힘썼다. 소학보급은 이미 태종 7년(1407년), 중종 4년(1509년)에도 이루어졌으나, 그의 노력에 의해 적극적으로 실현되기에 이르렀다.
대제학으로 죽은 뒤 인종의 묘정(廟庭)에 배향되었으며, 여주의 기천서원(沂川書院)과 이천의 설봉서원(雪峰書院) 및 의성의 빙계서원(氷溪書院) 등에 제향되었다. 저서로는 《모재집(慕齋集)》·《모재가훈(慕齋家訓)》 등이 있다.

## 평가

### 국어학적 평가
김안국은 성리학적 이념 구현을 위하여 근본 배양과 계몽, 인륜 정립, 향속 교화, 본업 장려, 질병 구료 등을 목적으로 실천적 분야의 문헌들을 일반 백성들까지도 쉽게 이해할 수 있도록 언해나 편찬 그리고 간행을 주도하여 광포하도록 하는 데에 적극적인 역할을 하였다. 이러한 실천적 목적 실현을 위해 《여씨향약언해》, 《정속언해》, 《이륜행실도언해》, 《농서언해》, 《잠서언해》, 《벽온방언해》, 《창진방언해》, 《본문온역이해방》 등의 간행 과정에서 언해, 편찬, 간행 등에 적극 관여함으로써 국어학적 업적을 남겼다. 언해서들은 당시 국어의 제(諸) 현상을 규명할 수 있는 국어 연구의 귀중한 자료이므로, 김안국은 이들 언해서들의 언해자로서, 편찬자로서, 간행자로서의 국어학적 위치를 규정할 수 있다.

### 우호적 대일(對日)인식
김안국의 대일(對日) 인식은 객관적이고 시각에 기반하고 있었으며 우호적인 인식을 견지하고 있었다.
김안국은 중종조에 선위사(宣慰使)로 활동하였다. 그는 일본에 직접 방문한 적은 없지만 내빙하는 사신들과의 지속적인 교유를 통해 당시 조선에서 일본 전문가로 인정받고 있었다. 그는 일본 여러 사승(使僧) 접대를 담당하였는데, 그의 개방적이고 우호적 대일인식은 붕중(弸中), 안심동당(安心東堂)과의 교류에서 잘 나타난다.
1542년 (중종 37년) 4월, 일본의 안심동당은 백은(白銀) 8만냥을 가지고 내빙한다. 당시 백은은 조선에서 무역을 금하고 있던 품목이였기에 양국간의 신경전이 벌어지게 되었다. 조선은 백은을 제외한 필요 물품들만 교역하겠다고 주장하였음에 반해 일본은 백은을 받아주지 않을 경우 모든 교역품들을 가지고 돌아가겠다는 입장을 펼쳤다. 이 문제를 놓고 극명한 찬반론을 제기하던 조선의 문신들 사이에서 김안국은 보내온 호의를 생각해서 가져온 은의 일부라도 받아야 한다는 입장을 취한다.
조선은 명나라의 중국 중심의 외교정책을 수용하면서 중국과는 사대의 관계를, 일본과는 교린의 관계를 맺었다. 그러나 일본과의 관계는 오직 표면적으로만 대등교린이였으며 당시 대부분의 문사들은 전통적 화이관(華夷觀)에 입각하여 일본을 바라보았고, 따라서 이들은 일본에 대한 상대적 우월감을 가지고 있었다. 이에 반해 김안국은 일본을 교화시켜야 할 오랑캐의 나라라고 인식하기보단 그들을 대등한 관계에 있는 이웃 나라로 인식하였다. 그는 선입견에 따라 일본을 폄하하는 시각을 가지고 있던 당시의 문사들을 경계하면서, 일본과 상호간 우호적인 입장에서 교린의 관계를 유지해야 하며 또한 일본에 대하여 합당한 예를 갖추어야 함을 역설하였다. 더불어 양국 간의 상호 교역에 있어서 불필요한 잡음은 백해무익임을 강조하는 김안국의 투철한 관료의식 또한 여기서 발견된다. 이렇게 당대인과 달리 객관적이고 개방적인 시각에서 일본을 인정하였던 김안국은 이로 인해 실록으로부터 전반적인 긍정적 평가에도 불구하고 이에 관해서는 혹독한 평가를 받았다.

## 가족 관계
- 할아버지 : 김익령(金益齡)
  - 아버지 : 김연(金璉), 참봉
  - 어머니 : 양천 허씨(陽川許氏)
    - 동생 : 김정국(金正國)
    - 부인 : 송림군(松林君) 이효창(李孝昌)의 딸
      - 장남 : 김유부(金有孚)
      - 자부 : 한숙창(韓叔昌)의 딸
        - 손자 : 김요명(金堯命)
        - 손자 : 김요선(金堯選)

      - 자부 : 이건(李楗)의 딸
      - 차남 : 김여부(金汝孚)
      - 자부 : 구원(具元)의 딸
        - 손자 : 김요서(金堯敍)
        - 손녀 : 이담년(李聃年)에게 출가

      - 삼남 : 김재부(金在孚)
      - 자부 : 성계례(成繼禮)의 딸
        - 손자 : 김요석(金堯錫)

      - 장녀 : 강복(姜復)에게 출가
      - 서자 : 김연부(金衍孚)

## 저서
- 《모재집(慕齋集)》
- 《모재가훈(慕齋家訓)》
- 《동몽선습(童蒙先習)》

## 연보[7]
- 성종 9년(1478년) 8월 6일 출생
- 성종 15년 7세에 《소학(小學)》 시학(始學)
- 12·3세에 경서(經書)와 사서(史書)를 읽고 대의(大義)를 통함
- 15·6세에 정주(程朱)의 학(學)을 흠모 《대유부(大遊賦)》 지음
- 성종 25년 17세에 정외간(丁外艱)(아버지 김연(金璉) 서거(逝去))
- 연산 2년 19세에 정내간(丁內艱)(어머니 양천 허씨(陽川 許氏) 서거(逝去)) 손수 갈문(碣文) 새김
- 연산 7년(1501년) 진사시(進士試)에 제1, 생원시(生員試)에 제1로 합격
- 연산 9년(1503년) 문과별시(文科別試)에 제2로 탁발되어 승문원권지부정자(承文院權知副正字)로 보직되어 통사랑계(通士郞階)가 되었다가 바로 정자(正字)가 됨
- 연산 10년(1504년) 저작랑(著作郞)으로 승진되었다가 승정원주사(承政院注士)로 전임되어 춘추관기사관(春秋館記事官)을 겸하고 홍문관박사(弘文館博士)로 선임되어서는 경연사경(經筵司經)을 겸임했으니 무공랑계(務功郞階)였다. 부수찬(副修撰)으로 승진해서 경연검토관(經筵檢討官)을 겸하였다 그만 둠
- 중종 원년(1506년) 중국사신 서목길(徐穆吉)이 오니 원접사(遠接使) 종사관(從史官)으로 기용. 호분위사과(虎賁衛司果)가 되어 지제교(知製敎) 겸함. 위계(位階)는 병절랑(秉節郞)이었음. 승문원교검(承文院校檢)으로 임명되어 시강원사서(侍講院司書)를 겸함. 홍문관부교리(弘文館副敎理)가 되니 선교랑(宣敎郞)의 위계(位階)였음
- 중종 2년(1507년) 봉훈대부(奉訓大夫)로 누진(累進)해서 승문원교리(承文院校理) 겸임. 중시(重試)에 탁발되어 위계(位階)는 봉직대부(奉直大夫)였음. 사헌부지평(司憲府持平)이 되었을 때 경연(經筵)에서(연산때 혼탁하던 삼강(三綱)을 바로 세워) 풍속교화(風俗敎化)를 청함
- 중종 3년(1508년) 예조정랑(禮曹正郞)으로 전임 조봉대부(朝奉大夫)가 됨
- 중종 4년(1509년) 사헌부장령(司憲府掌令) 호분위호군(虎賁衛護軍)이 됨. 성균관직강(成均館直講)이 되고 사도사첨정(司導寺僉正)을 거쳐 성균관사예(成均館司藝)로 전임 조산대부(朝散大夫) 위계(位階)
- 중종 5년(1510년) 내자사부정(內資寺副正) 성균관사성(成均館司成)
- 중종 6년(1511년) 봉렬대부(奉列大夫)로 가계(加階) 일본 사신 봉중(弸中)의 선위사(宣慰使)가 됨 중종 7년(1512년) 봉정대부(奉正大夫)로 가계(加階) 또 일본 사신 봉중(弸中)의 선위사(宣慰使)가 됨
- 중종 8년(1513년) 내자사정(內資寺正)으로 승진
- 중종 9년(1514년) 왕명으로 적전(籍田) 개량(改量)을 위해 개성으로 감. 토지 측리(測里) 경계(境界) 확정
- 중종 10년(1515년) 승문원판교(承文院判校) 한리훈독습법(漢吏訓讀習法) 엄히 부과 통정대부(通政大夫) 예(禮) 조참의(曹參議) 사속(司誎) 원대사속(院大司誎) 첨지중추부사(僉知中樞府事)
- 중종 11년(1516년) 승정원동부승지(承政院同副承旨) 우부승지(右部承旨) 노산군(魯山君)과 연산군(燕山君)의 후사(後嗣)를 상소
- 중종 12년(1517년) 좌부승지(左副承旨) 가선대부(嘉善大夫)로 가자(加資) 경상도관찰사(慶尙道觀察使) 병마수군(兵馬水軍) 절도사(節度使) 겸임
- 중종 13년(1518년) 동지중추부사(同知中樞府事) 사은부사(謝恩副使)로 중국에 왕환(往還) 자헌대부(資憲大夫) 가자(加資) 공조판서(工曹判書) 지경연(知經筵) 동지성균관사(同知成均館事) 겸임
- 중종 14년(1519년) 지중추부사(知中樞府事) 전라도관찰사(全羅道觀察使) 병마수군절도사(兵馬水軍節度使) 겸임, 문묘에 종사된 하서(河西) 김인후(金麟厚)를 가르치며 '이는 나의 소우(小友)'이자, '삼대(三代)의 인물'이라 칭찬함, 다시 서울로 올라와 의정부우참찬(議政府右參贊) 홍문관제학(弘文館提學) 겸임
- 중종 14년(1519년) 11월 조광조 등이 무죄(誣罪)에 몰려 화를 입음 기묘사화(己卯士禍). 공(公)도 파직되어 경기도 이천(利川) 주촌(注村)으로 퇴거(중종 14년~중종 32년 파직)
- 중종 23년(1528년) 경기도 여주로 이거
- 중종 32년(1537년) 상호군(上護軍)으로 기용 동지성균관사(同知成均館事) 겸임
- 중종 33년(1538년) 동지돈령부사(同知敦寧府事) 동선균관사(同成均館事) 겸임 지중추부지사(知中樞府知事) 예조판서(禮曹判書) 우참찬(右參贊) 예문관제학(藝文館提學) 겸임 좌참찬(左參贊)
- 중종 34년(1539년) 명나라 사신 설정총(薛廷寵)의 접대사(接待使) 지중추부사(知中樞府事) 도총부도총관(都總府都摠管) 겸임 좌참찬(左參贊)
- 중종 35년(1540년) 세자좌빈객(世子左賓客) 겸임 예조판서(禮曹判書) 대사헌(大司憲) 지중추부사(知中樞府事) 판중추부사(判中樞府事) 한성부판윤(漢城府判尹) 좌참찬(左參贊) 우찬성(右贊成) 홍문관대제학(弘文館大提學) 예문관대제학(藝文館大提學) 세자이사좌찬성(世子貳師左贊成)
- 중종 36년(1541년) 병조판서(兵曹判書) 판돈령부사(判敦寧府事) 예조판서(禮曹判書) 중임
- 중종 37년(1542년) 세자이사(世子貳師) 겸 오위도총부도총관(五衛都摠府都摠管) 겸임 예조판서(禮曹判書) 지중추부사(知中樞府事) 판중추부사(判中樞府事) 도총관(都摠管) 사임
- 중종 38년(1543년) 1월 4일 서거(逝去), 3월 29일 장단군동면해촌리 축좌(丑坐)의 원(原) 선영(先塋)의 측(側)에 장봉(葬封)

## 같이 보기
- 김정국
- 김안로
- 조광조
- 이연경
- 남곤
- 김전
- 김인후